# Pacaya
Pacaya là một núi lửa phức tạp ở Guatemala, một ngọn núi lửa phun trào lần đầu 23.000 năm trước và đã phun trào tổng cộng 23 lần kể từ khi Tây Ban Nha xâm chiếm Guatemala. Sau khi ngủ yên một thế kỷ, ngọn núi này lại phu trào vào năm 1965, và nó đã liên tục phun trào kể từ đó. Ngọn núi này nằm các Thành phố Guatemala 20–30 km về phía nam.